# Fútbol en Ucrania

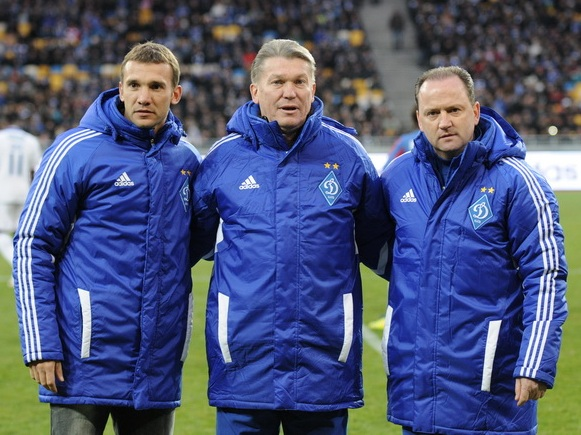
En la imagen Andriy Shevchenko, Oleg Blokhin e Igor Belanov, los tres ucranianos que han ganado un Balón de Oro.

El fútbol es el deporte más popular en Ucrania, especialmente tras el colapso de la Unión Soviética en 1991 y la creación de la liga nacional de fútbol ucraniana. La Federación de Fútbol de Ucrania es el máximo organismo del fútbol profesional en Ucrania y fue fundada en 1991. En Ucrania existen 692.317 fichas federativas y hay 15.580 árbitros.
Los principales logros del fútbol ucraniano desde la independencia se debe principalmente al Dinamo de Kiev, que alcanzó las semifinales de la Liga de Campeones de la UEFA en la temporada 1998/99, la Copa de la UEFA lograda por el Shakhtar Donetsk en 2009, el segundo lugar del equipo sub-21 en el Campeonato de Europa de 2006, el título de campeón de Europa sub-19 en la Eurocopa 2009 sub-19 que se llevó a cabo en Donetsk y Mariúpol; la participación de la selección nacional de Ucrania en el Mundial de 2006 donde llegó a cuartos de final y la organización de la Eurocopa 2012 junto a Polonia.
Los clubes de fútbol ucraniano cuentan con varios títulos internacionales. El Dinamo de Kiev logró dos Recopas y una Supercopa de Europa, mientras que el Shaktar Donetsk consiguió la mencionada Copa de la UEFA de 2009. Además, hasta 1991, muchos jugadores de Ucrania jugaron en el equipo nacional de la URSS. A lo largo de la historia, tres futbolistas ucranianos consiguieron ganar el Balón de Oro: Oleg Blokhin, Igor Belanov y Andriy Shevchenko. El entrenador ucraniano más laureado de la historia de Ucrania es Valeriy Lobanovskyi, que entrenó durante 21 años al Dinamo y logró 15 títulos oficiales. 

## Competiciones oficiales entre clubes
- Liga Premier de Ucrania: es la primera división del fútbol ucraniano. Fue fundada en 1991 después de la desintegración de la Unión Soviética —y su correspondiente liga, la Primera Liga Soviética— y está compuesta por 16 clubes.
- Persha Liha: es la segunda división en el sistema de ligas ucraniano. Está compuesta por 18 clubes, de los cuales dos ascienden a la Liga Premier.
- Druha Liha: es la tercera división en el sistema de ligas de Ucrania. El número de clubes varía cada año, pero suelen competir alrededor de 30 equipos repartidos siempre en dos grupos.
- Copa de Ucrania: es la copa nacional del fútbol ucraniano, organizada por la Federación de Fútbol de Ucrania y cuyo campeón tiene acceso a disputar la UEFA Europa League.
- Supercopa de Ucrania: competición que enfrenta al campeón de la Liga Premier y al campeón de Copa.

### Estructura a lo largo de la historia
|       | Ucrania               | Ucrania                        | Ucrania                        | Unión Soviética                       | Unión Soviética       | Unión Soviética       | Unión Soviética            | II Guerra Mundial |
| Nivel | 2008–presente         | 1996–2007                      | 1992–1995                      | 1971–1991                             | 1963–1970             | 1950–1962             | 1945–1949                  | 1942-1944         |
| I     | Liga Premier          | Liga Suprema                   | Liga Suprema                   | Liga Suprema                          | 1.Grupo de clase A    | Clase A               | 1.Grupo                    | ▼ ???             |
| II    | Persha Liha           | Primera división               | Primera división               | Primera división                      | 2.Grupo de clase A    | Clase B               | 2.Grupo                    |                   |
| III   | Druha Liha            | Segunda división               | Segunda división               | Segunda división                      | Clase B               | Clase V               | 3.Grupo/ Competiciones KFK |                   |
| IV    | Liga amateur          | Liga amateur¹/ Competición KFK | Tercera liga²/ Competición KFK | Segunda liga (Rep.)³/ Competición KFK | Competición KFK       | Competición KFK       | ▼ ???                      |                   |
| V     | Primera liga regional | Primera liga regional          | Primera liga regional          | Primera liga regional                 | Primera liga regional | Primera liga regional |                            |                   |
| VI    | Segunda liga regional | Segunda liga regional          | Segunda liga regional          | ▼ ???                                 | ▼ ???                 | ▼ ???                 |                            |                   |
| VII   | Tercera liga regional | Tercera liga regional          | Tercera liga regional          |                                       |                       |                       |                            |                   |

¹ En 1998 las competiciones KFK se transformaron en la Asociación Amateur.

² Desde 1993 hasta 1995 existió la Tercera división. Las competiciones KFK se adquirieron en la época soviética.

³ En los años señalados existió una Segunda división.
Nota: Hasta 1992 el tercer nivel soviético estaba considerado como la competición soviética de la república de Ucrania. En 1992, la mayoría de los clubes de Ucrania que competían en los tres niveles superiores se reorganizaron en la Liga Suprema, mientras que la mayoría del resto de clubes no amateurs fueron incluidos en la Persha Liha.

## Selecciones de fútbol de Ucrania

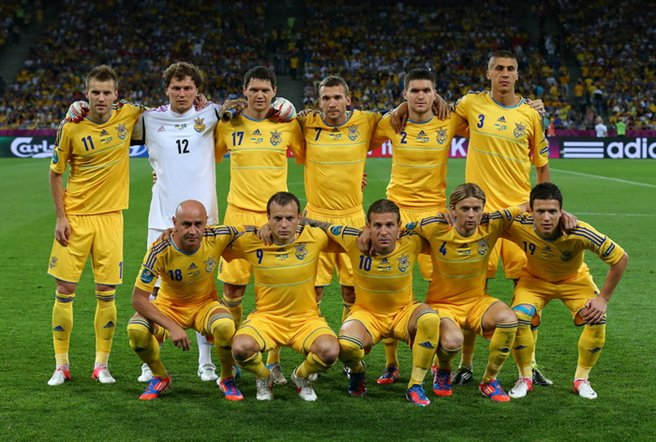
Imagen de la selección de Ucrania que debutó en una Eurocopa en Kiev ante en 2012.

### Selección absoluta de Ucrania
La selección de Ucrania, en sus distintas categorías está controlada por la Federación de Fútbol de Ucrania.
El equipo ucraniano disputó su primer partido oficial el 29 de abril de 1992 en Úzhgorod y se enfrentó a Hungría, partido que se resolvió con 1-3 para los húngaros. Tras la independencia de Ucrania respecto a la Unión Soviética, algunos futbolistas nacidos en la república soviética ucraniana decidieron continuar jugando con Rusia —la FIFA considera a Rusia el heredero directo tanto de la selección de la Unión Soviética y del CEI— en lugar de hacerlo con la nueva selección ucraniana, como Andrei Kanchelskis, Viktor Onopko, Sergei Yuran u Oleg Salenko.
Ucrania ha disputado una Copa del Mundo de la FIFA y una Eurocopas. El mejor resultado del combinado ucraniano en una Copa Mundial fueron los cuartos de final obtenidos en la Copa Mundial de la FIFA de 2006. La primera, y hasta la fecha, única participación de Ucrania en una Eurocopa fue en 2012, en el torneo que organizó junto a Polonia y donde fue eliminada en la fase de grupos, en tercera posición por detrás de Inglaterra y Francia. Andriy Shevchenko anotó el primer gol de Ucrania en una Eurocopa.

### Selección femenina de Ucrania
La selección femenina debutó el 29 de agosto de 1993 ante la selección de Rusia en Kiev en un partido que ganaron las rusas por 0-2. Hasta el momento solo han logrado clasificarse para la Eurocopa 2009, donde fueron eliminadas en la fase de grupos. La selección femenina de Ucrania aún no ha participado en una fase final de la Copa del Mundo.